# Beverly Sills
Beverly Sills (New York, 25 mei 1929 – aldaar, 2 juli 2007) was een bekende Amerikaanse operazangeres in de jaren zestig en zeventig. Nadat ze in 1980 was gestopt met zingen, werd ze manager van de New York City Opera. In 1994 werd ze voorzitter van het Lincoln Center en in 2002 van de Metropolitan Opera. Ze overleed op 78-jarige leeftijd aan een agressieve vorm van longkanker.

## Enkele opnamen
- Lucia di Lammermoor, 1970
- La traviata, 1971
- Les contes d'Hoffmann, 1972
- I puritani, 1973
- Il barbiere di Siviglia, 1975